# 連昭慈
連昭慈（1982年7月27日—），台灣新聞主播。出生於台北，畢業於世新大學廣播電視電影學系廣播組，現任寰宇新聞台主播，氣象主播。曾任華視主頻《華視晚間新聞》當家主播、華視新聞資訊台《1800華視晚間新聞》當家主播、《華視新聞雜誌》主持人。採訪製作的專題報導榮獲九座新聞獎及入圍三項新聞大獎。

## 學歷
- 2004年畢業於世新大學廣播電視電影學系廣播組。

## 經歷
- 大學時代曾擔任中特演員、綜藝節目助理小姐。
- 2004年進入永佳樂有線電視擔任主播、主持人、文字記者。
- 2006年進入三立電視新聞部擔任文字記者。
- 2008年開始於三立電視新聞部擔任兼職主播。
- 2010年進入中華電視公司新聞部擔任文字記者、主播。
- 2011年擔任華視新聞雜誌主持人、專題記者。
- 2012年開始擔任莒光園地主持人。
- 2013年9月開始擔任周末華視晚間新聞代班主播。
- 2013年10月開始擔任周五及周六華視午間新聞固定主播。
- 2017年擔任華視巨蛋演唱會主持人。
- 2020年1月開始擔任平日華視晚間新聞固定代班主播。
- 2020年7月1日－2021年4月29日，擔任平日華視新聞資訊台《華視晚間新聞》當家主播。
- 2021年5月3日－2021年8月31日，擔任平日華視新聞資訊台《1800華視晚間新聞》當家主播。
- 2025年2月18日-至今，擔任寰宇新聞台主播。

## 個人得獎紀錄
| 年份   | 獲提名                                              | 獎項                                                                | 結果 |
| ------ | --------------------------------------------------- | ------------------------------------------------------------------- | ---- |
| 2005年 | 《永佳樂有線電視》〈大新莊新聞〉                    | 台北縣(今新北市)94年度凱博獎〈最佳新聞主播〉獎                      | 入圍 |
| 2012年 | 《華視新聞雜誌》〈青年微革命〉專題                  | 台北市新聞記者公會101年度社會光明面新聞報導獎電視類                 | 優勝 |
| 2014年 | 《華視新聞雜誌》〈搶救香園教養院〉專題              | 台北市新聞記者公會103年度社會光明面新聞報導獎電視類                 | 優勝 |
| 2014年 | 《華視新聞雜誌》〈高教危機 大學倒閉潮〉系列報導     | 吳舜文新聞獎助基金會103年度吳舜文新聞報導獎電視新聞深度報導項目     | 入圍 |
| 2015年 | 《華視新聞雜誌》〈送鞋到肯亞〉專題                  | 台北市新聞記者公會104年度社會光明面新聞報導獎電視類                 | 優勝 |
| 2016年 | 《華視新聞雜誌》〈不能沒有你 搶救小鎮醫院〉系列報導 | 中華民國醫師公會全聯會105年度台灣醫療優質形象報導獎廣電類專業新聞組 | 優良 |
| 2016年 | 《華視新聞雜誌》〈走過烈焰 八仙塵爆一周年〉特別報導 | 吳舜文新聞獎助基金會105年度吳舜文新聞報導獎電視類新聞專題報導項目   | 入圍 |
| 2016年 | 《華視新聞雜誌》〈誰殺了運將 再審求平反〉專題       | 台灣冤獄平反協會105年度平冤年度新聞獎影像深度報導項目               | 佳作 |
| 2017年 | 《華視新聞雜誌》〈惜食台灣 愛地球不浪費〉專題       | 國際扶輪106年度國際扶輪公益新聞金輪獎電視新聞報導特定題材類         | 特優 |
| 2017年 | 《華視新聞雜誌》〈花壇小鎮的茉莉花革命〉專題        | 中華新聞記者協會106年度文創產業新聞報導獎電視類                     | 優勝 |
| 2017年 | 《華視新聞雜誌》〈你不能置身事外的偽藥風暴〉專題    | 新聞媒體自律協會106年度消費者權益報導獎電視新聞類專題報導獎         | 特優 |
| 2020年 | 《華視新聞雜誌》〈玉里的法國爸爸 劉一峰〉專題       | 台北市新聞記者公會109年度社會光明面新聞獎電視新聞報導類             | 特優 |
| 2020年 | 《華視新聞雜誌》〈呼吸的難題〉專題報導              | 109年度全球華文永續報導獎                                           | 入圍 |

## 外部連結
- 主播連昭慈的Facebook專頁
- 連昭慈的Instagram帳戶